# Timót
A Timót a görög-latin eredetű Timóteusz név magyar rövidülése. Női párja a Timótea.

## Rokon nevek
- Timóteusz:[1] a görög Timotheosz (Τιμόθεος) név latinos Timotheus formájának rövidüléseként keletkezett. Jelentése: istentisztelő.[2]
- Timóteus:[1] a Timóteusz név magyar ejtésváltozata.[2]
- Timoti:[1] a Timóteusz rövidült angol alakváltozata

## Gyakorisága
Az 1990-es években a Timót, Timóteus és a Timóteusz egyaránt szórványos név, a Timoti nevet nem lehetett anyakönyvezni, a 2000-es években nem szerepelnek a 100 leggyakoribb férfinév között.

## Névnapok
Timót, Timóteus, Timóteusz
- január 24.[2]
- január 26.[2]
- május 3.[2]
- augusztus 22.[2]

## Híres Timótok, Timóteusok, Timóteuszok és Timotik
- Biner Timót Hilarius (? - 1713) Hollandiában élő magyar evangélikus lelkész
- Timót (12. század) zágrábi püspök
- Timót († 1287) zágrábi püspök
- Szent Timotheosz („Szent Timon” „Szent Timóteus”, Kr. u. I. szd.)  - keresztény szent, püspök
- Timotei Cipariu (1805–1887) román nyelvész - filológus
- Frideczky Timót (1818–1899) országgyűlési képviselő, Nyitra vármegyei al-, majd főispán, aranysarkantyús vitéz.
- Timothy Dalton (1946) walesi színész
- Timothy Zahn (1951) - amerikai sci-fi-író
- Timothy Garton Ash (1955) - brit politikatörténész
- Timothy L. Spall (1957–) angol színész.
- Tim Robbins (szül. Tymothy Francis Robbins, 1958), amerikai színész
- Tim Cook (szül. Timothy D. Cook, 1960), az Apple Inc. vezérigazgatója 2011-től
- Tim Rice-Oxley (szül. Timothy James Rice-Oxley, 1976) a Keane alapítója, zenész, dalszerző, producer.